# Patalene insudata
Patalene insudata là một loài bướm đêm trong họ Geometridae.